# Solís (apellido)

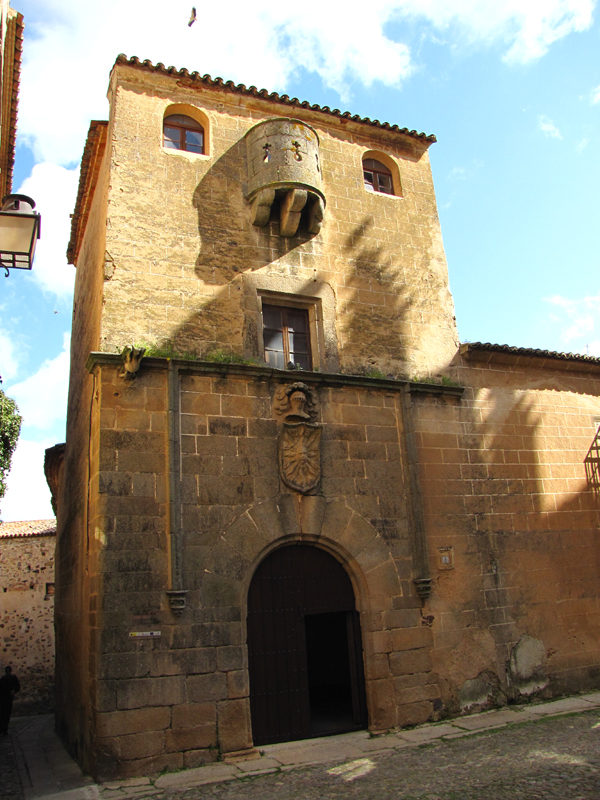
Casa de los Solís, Cáceres

El apellido Solís proviene de un antiguo linaje español de la época de la Reconquista. Los descendientes de los primeros portadores se han distribuido a lo largo del mundo. Algunos personajes célebres pertenecen a este linaje. Según la base del INE, en la actualización de enero de 2022, en España unas 16 315 personas tiene este primer apellido y 16 012 como segundo, siendo especialmente abundante en Extremadura y Asturias y en las provincias de Sevilla, Huelva y Ciudad Real.

## Orígenes legendarios
A título de curiosidad se conoce la siguiente leyenda sobre el origen y formación de este muy antiguo linaje de Asturias, ya que de ella se hacen eco varios cronistas. Dice así: 
Así es, Persiguiendo Don Pelayo a los moros que huían, mandó a uno de sus capitanes que avanzara con su gente para darles alcance, diciéndole: "Id, que sol is", significando con estas palabras que todavía era temprano para destruirlos antes de que se pusiera el sol. Y así lo hicieron, siendo denominado Solís el lugar en que se alcanzó la victoria y que el Rey Don Pelayo dio en señorío al capitán vencedor, de lo que vino que se le nombrara Solís y que sus descendientes convirtieran el nombre en apellido.

## Orígenes históricos
El linaje de los Solís es originario de Asturias. La parroquia de Solís pertenece al Concejo de Corvera de Asturias y partido judicial de Avilés. En la comarca de Avilés, y también en la de Tineo, tuvieron los primitivos ascendentes de la familia su asiento y señoríos, figurando entre éstos el que poseían en tierra de la actual parroquia de Solís, al que dieron nombre.
A finales del siglo XII, el apellido se extiende hasta las tierras de Salamanca, desde donde pasa a Extremadura y Andalucía, para llegar en el siglo XVI a las Islas Canarias, y desde allí al Nuevo Mundo. Prueba de ello es la existencia de casas nobiliarias que pertenecieron a esta familia en Salamanca o en Cáceres y diversos enterramientos de miembros de la familia en la Iglesia de la Asunción en el Barco de Ávila. Está históricamente comprobado es que, en efecto, se trata de un linaje muy noble; Pedro de Solís, natural de Avilés, fue Abad de Arbas, Deán de Oviedo, Maestresala de León, Arcediano de Madrid y Camarero del Papa Alejandro VI; Hernán Gómez de Solís, Señor de Salvatierra y Villanueva de Barcarrota y Gutierre de Solís, Conde de Coria, los dos por merced otorgada por el rey Enrique IV. Con posterioridad José de Solís, hijo de Alonso de Solís, fue Virrey de Cerdeña, Adelantado de Yucatán y obtuvo el título de duque de Montellano y Gaspar de Solís, el marquesado de Rianzuela, ambos por merced del rey Carlos II.

## Linaje

### Rama troncal
I. Sarracino Sylo, de quien hay memoria por las muchas donaciones e instrumentos que confirmó en el reinado de Bermudo II existentes en el Archivo de la Catedral de Oviedo. Se le considera descendiente del Infante asturiano Andelgasto o Andelgaster Siliz, fundador del monasterio de benedictinos de Santa María de Obona (Cangas de Tineo) y de su mujer doña Brunilde, hija, a su vez, del Conde don Gonzalo, poblador de Lara. Fue padre de:
II. Astur Sylo, que en el año 992 confirma la donación que Bermudo II hizo del castillo de Miranda a la Iglesia de Oviedo. Tuvo este hijo y sucesor:
III. Cubiz Siliz o Solís (así lo encontramos escrito como de formación de Sylo y Siliz), que vivía en el año 1000, reinando Alfonso V. Tuvo cuatro hijas llamadas Gudigena, Alejania, Brunilde y Masfara, las cuales pretendieron tener derecho al patronato del monasterio de Obona fundado por el Infante Andelgasto. Afirma Sandoval que las cuatro hermanas tomaron después el hábito en dicho monasterio, pero otros historiadores tiene por más cierto que la última, Masfara, casó y que si tomó el hábito fue al enviudar. Así parece que consta del epitafio de su hijo Sol Martínez de Solís, y por ser constante creencia que por esta señora se continuó la descendencia de la casa de Solís. 
IV. La mencionada doña Masfara casó con Layn Núñez y procrearon a:
V. Sol Martínez de Solís que falleció en 1098, reinando Alfonso VI de Castilla y fue sepultado en el claustro antiguo del convento de San Vicente, en Oviedo. En su Sepulcro estaba el epitafio a que hemos hecho referencia y por el que constan las filiaciones que anteceden. Lo copió el Maestro Custodio en sus Escritos de Asturias y también lo menciona la Historia de Asturias. Sucedió a Sol Martínez de Solís, su hijo:
VI. Gutierre de Solís, que tuvo la dignidad de Conde y fue Rico hombre en el reinado de doña Urraca. Procreó a:
VII. Rodrigo Gutiérrez de Solís cuyas memorias, en escrituras, alcanzan el año 1172. Casó con doña María González de Candamo, hija de Gonzalo Díaz, señor del Valle de Candamo, y de esa unión nació:
VIII. Suero Gutiérrez de Solís, Señor de la casa de Solís, así nombrado en el testamento que otorgó en 1171, padre de:
IX. Suero Gutiérrez de Solís, segundo del nombre y Señor de esta casa y del lugar de Solís (al que dio nombre el linaje) en el Ayuntamiento de Corvera (Avilés), según lo justifica el haber tenido su asiento esta familia en aquella comarca desde antiguos tiempos. Le sucedió su hijo:
X. Gutierre Suárez de Solís, señor de esta casa, que se halló en la conquista de Sevilla y tuvo en ella repartimiento en 1253. Fue hijo suyo y sucesor:
XI. Pedro de Solís, Señor de la casa de Solís, Vasallo del Rey en 1265 y marido de doña Sancha de Valdés, ambos padres de:
XII. Alonso Fernández de Solís, que pasó a Castilla y fue armado Caballero de la Banda por Alfonso XI. Dejó estos hijos:
1. Gonzalo Alonso de Solís, que sigue, y
2. Fernán Alonso de Solís, de quien volveremos a tratar en la rama segunda.

XIII. Gonzalo Alonso de Solís, Señor de esta casa, procreó a:
XIV. Bofilio González de Solís, que siguió en Asturias el partido de don Enrique II contra el Rey Pedro I. Fue padre de:
XV. Ruy Fernández de Solís, Señor de esta casa, que en su mujer doña Urraca de Valdés, tuvo a:
XVI. Suero Alfonso de Solís, que sirvió al Infante don Fernando, luego Rey de Aragón. Le sucedió su hijo:
XVII. Pedro de Solís, Señor de esta casa, Maestresala de Rey Juan II. Casó con doña Sancha Valdés, naciendo de este enlace:
XVIII. Boiffo Suárez de Solís, Señor de esta casa, que tuvo varios hijos, siendo el que continuó la sucesión en ella:
XIX. Pedro de Solís, Señor de esta casa. La heredó:
Juana de Solís, en quien terminó la varonía de esta rama troncal, pues su hija y sucesora, Josefa de Solís Carvajal, casó con Pedro de Valdés Trelles y Quirós, a cuya casa pasó la de Solís y sus agregados, conservándose otras secundarias en el concejo de Langreo.

### Rama segunda
Con líneas en Salamanca, Extremadura y Andalucía.
I. Fernán Alonso de Solís (hijo segundo de Alonso Fernández de Solís, citado en el párrafo XII de la anterior rama (troncal), fue padre de:
1. Gómez Fernández de Solís, que sigue, y
2. Alonso Fernández de Solís, a quien Pellicer confunde con su abuelo del mismo nombre; pero no así Salazar y Castro, ni Trelles, a quienes seguimos. De este Alonso fue hijo Suero Alfonso de Solís, que casó en Salamanca con doña Sancha Rodríguez de Monroy, siendo su hija primogénita doña Aldonza Suárez de Solís, mujer de Pedro Rodríguez de las Varillas, de quienes proceden los Adelantados de Yucatán, Duques de Montellano, y otras familias nobles que, con distintas varonías, conservaron el apellido Solís. Descendiente inmediato del citado Suero Alfonso de Solís, parece ser que fue Melendo Suárez de Solís, al que algunos autores tienen como fundador de la casa de Solís en Salamanca. A esa creencia ayuda el patronímico de Suárez de dicho Melendo, tomado el nombre de su padre.

II. Gómez Fernández de Solís casó en la ciudad extremeña de Cáceres, con doña María de Cáceres, que Pellicer llama Teresa (hija de Juan Blázquez de Cáceres y de doña Teresa Alfón), y tuvieron este hijo y sucesor:
III. Diego de Cáceres y Solís, que contrajo matrimonio con doña Leonor de Noroña, parienta muy cercana de doña Leonor de Menenses (Reina de Portugal). Así lo dice Alonso López de Haro. Y Salazar y Castro añade que "por otras buenas noticias parece que doña Leonor de Noroña fue hija de don Diego Enríquez y de doña Beatriz de Guzmán, ambos hijos no legítimos: él, de don Alonso, Conde de Gijón y Noroña, hijo del Rey Enrique II de Castilla, y ella, de don Enrique de Guzmán, segundo Conde de Niebla". Lo cierto es que del matrimonio de don Diego de Cáceres y Solís y doña Leonor de Noroña, nacieron:
1. Fernán Gómez de Solís, nacido en Cáceres (c.1430) y fallecido en Salvatierra en 1507.
2. Gómez de Cáceres y Solís, XXXV Maestre de la Orden de Alcántara y Mayordomo mayor del Rey Enrique IV.[2]
3. Gutierre de Solís, Conde de Coria, casado con doña Francisca de Toledo (hija de Fernando de Toledo, primer Conde de Oropesa, y de doña Mayor Carrillo de Toledo). Con estos hijos:

- Gómez de Solís, Obispo de Plasencia.
- Mayor de Solís, casada con García de Toledo, Señor de Horcajada e hijo de los primeros Duques de Alba. De ambos esposos descienden los Señores de esa casa, y
- María de Solís, monja en el convento de Santi-Espíritus, de Salamanca.
1. Diego Fernández de Solís, de quien proceden los Marqueses de Rianzuela, como se verá en la rama tercera.
2. Leonor, casada en Trujillo con Francisco de Hinojosa. Con sucesión.
3. Mencía, mujer de Diego Hernández de Escobar. De ambos proceden los Condes de Mora, y
4. María, casada con Galín Pérez Pantoja, cuyos hijos fueron:

- Diego de Solís, de quien se carece de noticias.
- Leonor de Solís, de quien se carece de noticias.
- María de Solís, de quien se carece de noticias.
- Francisco de Solís, electo Maestre de Alcántara, que en 1474 se capituló para casar con doña María Enríquez, hija de los primeros Duques de Alba (que después fue Condesa de Feria), recibiendo en dote el Condado de Coria.
- Pedro Pantoja, Señor de la villa de Santiago de Cacem (Portugal) donde dejó ilustre sucesión. Casado con doña Catalina del Caño.
- Gutierre de Solís, marido de doña Francisca Rengel de Tapia, padres de Gutiérrez de Solís Rengel, casado con doña N. de Acevedo, padres de María de Solís, casada con Miguel de la Rocha, padres de Gutierre de Solís y Rocha, casado con doña María de Ovando, padres de Gutierre de Solís ovando, casado con doña Isabel de Vargas, padres de Gutierre Antonio de Solís y Vargas, con ilustre descendencia en Cáceres; de Miguel, Canciller de la Orden de San Juan, y de Francisco, del Consejo Real, con sucesión, y
- Isabel de Solís, mujer de Francisco Ulloa, Señor de Malgarrida, padres de Francisco de Solís Ulloa, casado con doña Juana de Solís Hinojosa, su prima, padres de Juana de Solís Hinojosa, casada con Gómez de la Rocha, padres de Diego de la Rocha Solís, con sucesión.
IV. Fernán Gómez de Solís (hijo primogénito de Diego de Cáceres y Solís y de doña Leonor de Noroña), Señor de Salvatierra y Villanueva de Barcarrota, aunque en varias cronologías se indica que fue Duque de Badajoz, hace décadas que se demostró que nunca lo fue. Contrajo matrimonio con doña Beatriz Manuel de Figueroa, hermana del segundo conde de Feria, y de ese enlace nacieron:
1. Pedro de Solís Manuel, que sigue.
2. Gómez Fernández de Solís, Señor de Malpartida, casado con doña Catalina de Silva, sin sucesión.
3. Gabriel de Solís, clérigo.
4. María Manuela, casada con Álvaro de Bazán, y
5. Catalina, casada con Juan Vera de Mendoza.

V. Pedro de Solís Manuel fue segundo Señor de Salvatierra y de Sagresas, casó con doña Inés Portocarrero y Rivera, hija de los segundos Condes de Medellín, y tuvieron trece hijos, de los cuales nueve murieron sin casar. Los restantes fueron:
1. Fernando de Solís Portocarrero, que sigue.
2. Francisco de Solís Portocarrero, Comisario General de la Guerra de Granada, marido de doña María de Prado Aguilar, y ambos padres de:

- Gabriel de Solís, que murió en la rebelión de los moriscos, y
- Juan de Solís, Patrono de Santo Domingo, de Badajoz. Casó con su prima doña Constanza de Almansa y del Prado, y procrearon a Fernando Solís, Patrono de dicha iglesia, casado con doña Inés Freire de Andrade, padres de Juan y de José Solís Manuel.
1. Beatriz Manuel, mujer de Pedro de Alcázar, Veinticuatro de Sevilla, con sucesión, y
2. Juan Solís Portocarrero, que en su mujer, doña Inés de Tovar y Calderón, tuvo a:

- Pedro de Solís y Tovar, marido de doña Ana de Menchaca (hija de Garci Pérez de Manzanedo, Oidor de Granada, y de doña Ana Girón de Soto). Fueron padres de Juan de Solís Portocarrero, Caballero de Alcántara y marido de doña Isabel Manuel de Guevara, en quien tuvo a María Manuel de Solís, que casó con Alonso Fernández Manrique de Solís, Señor de Galisteo, Sagrejas y Malpartida, su pariente, como se verá en el párrafo IX de esta misma rama.
- Teresa de Portocarrero, casada con Diego García de Mendoza, y
- Beatriz Manuel, mujer de Cristóbal de Fonseca, hijo de Pedro, Señor de los tercios de Badajoz.
VI. Fernando de Solís Portocarrero fue Señor de Malpartida y Sagrejas, casó con doña María de Esquivel (hija de Juan de Esquivel y de doña Violante Mosquera) y no tuvieron sucesión varonil, por lo que heredó la casa su hija primogénita.
VII. Inés de Solís y Esquivel, Señora de Sagrejas y Malpartida, que contrajo matrimonio con Alonso Manrique, Comendador de Ribera en la Orden de Santiago y Maestresala de Carlos I, naciendo: 
1. Manrique de Lara, que murió en Valladolid soltero, corriendo un caballo, según lo cuenta Esteban de Garibay.
2. García Manrique de Solís, Caballero de Santiago, que también murió soltero y sin sucesión.
3. Pedro Manrique de Solís, que sigue.
4. Alonso Manrique, Caballero de Alcántara, Magistral de Plasencia y Arzobispo de Burgos.
5. Álvaro Manrique, Caballero de San Juan.
6. Fernando Solís, del que dice Garibay que fue falto de un ojo, sin añadir ninguna otra noticia.
7. Aldonza Manrique de Solís, que casó con Fernando de Solís, primer Señor de Rianzuela, como se verá en la siguiente rama tercera con la sucesión que tuvieron.
8. María, Abadesa del monasterio de Santa Clara, de Carrión.
9. Mariana, monja de Santa Clara, de Zafra.
10. Teresa, monja en Las Huelgas, de Burgos.
11. Catalina, monja en Santa clara de Carrión. Hija ilegítima de don Alonso, habida en Leonor Serrana, doncella.

VIII. Pedro Manrique de Solís heredó la casa por muerte sin sucesión de sus hermanos Manrique y García. Fue Señor de Sagrejas y Malpartida, Caballero de Santiago y Maestre de Campo del Tercio de Lombardía. Caso con doña Leonor de Córdoba y de las Infantas, de las nobles casas de ambos apellidos en la ciudad de Córdoba. Tuvieron estos hijos:
1. Alonso Fernández Manrique de Solís, que sigue, e
2. Inés Manrique, que casó con Baltasar de Luzón y Guzmán, Señor de la casa de Luzón, en Madrid.
3. Gabriel Manrique (hijo natural de don Pedro), Arcediano de la Catedral de Cuenca.

IX. Alonso Fernández Manrique de Solís fue Señor de Galisteo, Sagrejas, Malpartida y otros lugares y Caballero de Santiago. Contrajo matrimonio con doña María Manuel de Solís, su deuda, hija de Juan de Solís Portocarrero, Caballero de Alcántara, y de doña Isabel Manuel de Guevara, y nieta de Pedro Solís y Tovar y de doña Ana de Menchaca, citados en la letra a del número 4 del párrafo V de esta misma rama. Don Alonso y doña María Manuel fueron padres de:
1. Alonso Manrique de Solís y Vivero, Señor de Galisteo y de los mayorazgos de la casa de Solís, primer Conde de Montehermoso, quinto Conde de Fuensaldaña, Vizconde de Altamira y Caballero de Alcántara. Casó con doña María Enríquez de Carvajal, sin sucesión, y

Pedro Manrique de Lara, que por haber fallecido sin sucesión su hermano heredó los títulos de éste y los mayorazgos de la casa de Solís. Contrajo matrimonio con doña Antonia de Silva (hija de los quintos Marqueses de Montemayor y del Águila), en cuya descendencia continuaron dichos títulos y mayorazgos de esta rama de Solís.

### Rama Tercera

#### En Andalucía - Señores de Rianzuela
I. Diego Fernández de Solís (hijo cuarto de Diego de Cáceres y Solís y de  Leonor de Noroña, citados en el párrafo III de la anterior genealogía de la rama segunda) fue padre de
II. Lorenzo Gómez de Solís, más conocido como Gómez de Solís, Comendador de Santiago, que fundó un mayorazgo en Sevilla. Casó con  Beatriz de Esquivel (hija de Pedro de Esquivel, Caballero de Santiago, y de  Constanza Fernández de Arauz). Se avecinaron en Sevilla y procrearon a
III. Gaspar Antonio de Solís, Veinticuatro de Sevilla, que se unió en matrimonio con Constanza Carrillo (hija de Fernán Tello de Sandoval, Caballero de Santiago, y de Isabel de Inestrosa). Les sucedió su hijo
IV. Fernando de Solís, primer señor de Rianzuela, que efectuó su enlace con Aldonza Manrique de Solís (hija séptima de Alonso Manrique, Comendador de Ribera, y de Inés de Solís y Esquivel, citados en el párrafo VII de la anterior rama segunda). Tuvieron estos hijos:
1. Gaspar de Solís Manrique, que sigue.
2. Gómez de Solís Manrique.
3. Alfonso Manrique y Solís, y
4. Ana María, casada con Juan Manuel

V. Gaspar de Solís Manrique fue segundo Señor de Rianzuela y casó con Inés de Tavera, en quien tuvo a
VI. Francisco Gaspar de Solís Tavera, tercer Señor de Rianzuela, que casó dos veces: la primera con  Lorenza Cerón, y la segunda con Juana de Barradas. Del primer matrimonio nacieron:
1. Fernando de Solís, primer marqués de Rianzuela.
2. Catalina, señora de la Granja, y
3. María, señora de Paterna.

VII. Fernando de Solís, primer marqués de Rianzuela, casado con Lucrecia María de Federighi y Bucarelli, hija de Luis Federighi y Fantoni, I Señor de Paterna del Campo, Alguacil y Alcalde Mayor de Sevilla, Caballero de la Orden de Alcántara con quien tuvo a:
VIII. Francisco Gaspar Bruno Solís Manrique y Federighi, II Marqués de Rianzuela, casado con Mariana Fernández de Córdoba Bazán, hija de Nicolás Jacinto Fernández de Córdoba Ponce de León, Marqués de la Granja y Comisario General de la Caballería e Infantería de España y de Lorenza María Bazán de Figueroa Solís, Señora de la Granja y prima hermana de Francisco Gaspar, al ser ambos nietos de Francisco Gaspar de Solís Tavera (VI).

Armas de Solís según el libro del clérigo don Tirso de Avilés (1517-1599)

## Armas y títulos
En campo de oro, un sol de gules. Bordura cosida de oro con ocho jaqueles verados de azur y plata. 
Estas son las armas consideradas por ilustres autores como las puras y propias del linaje. 
Otros también de notoria autoridad, sustituyen los jaqueles verados de la bordura con ocho cabezas de lobo, de gules. Tirso de Avilés dice que el campo es de gules y el sol de oro, y suprime la bordura. Le siguen varios tratadistas. Y no faltan los que afirman que el campo es de azur y el sol de oro, y que la bordura lleva este lema en letras de sable: "Con sol fueron y volvieron y la batalla vencieron". 
Las armas descritas son las que traían las ramas de Solís, cuyas genealogías se ha hecho referencia. 
Esto no se opone a que otras de las muchas derivadas de la troncal, omitidas por su excesiva amplitud, las modificasen en la forma detallada.
A lo largo de la historia, los miembros de esta familia han ostentado diversos títulos entre los que cabe destacar los de Señores de Rianzuela, Condes de Coria y Duques de Badajoz.